# Kopeke

Sogenannte Tropf-Kopeke, Zar Boris Godunow, um 1600

Kupfer-Kopeke, Zar Peter I., 1713

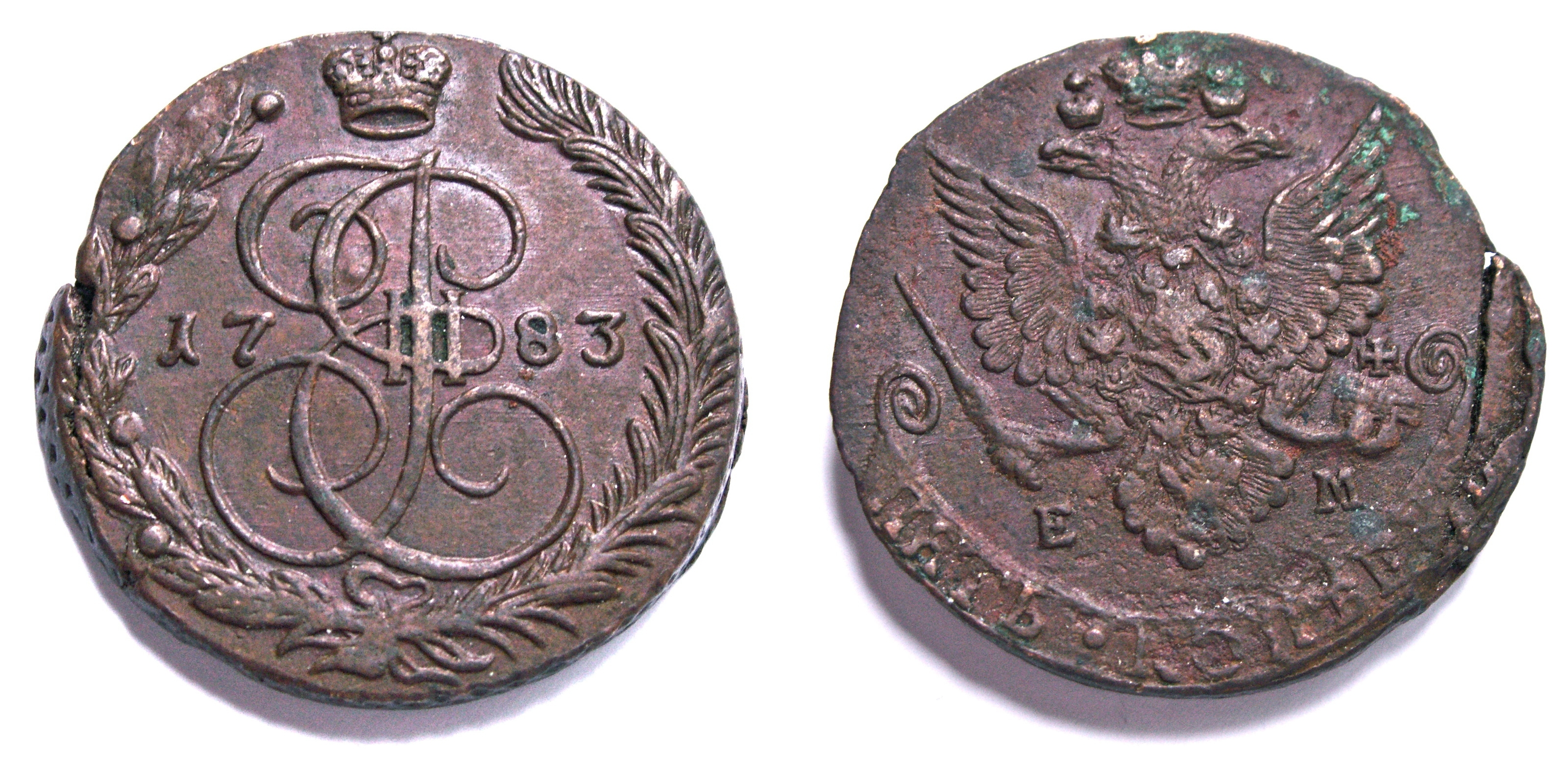
5-Kopeken-Münze aus Kupfer,
Zarin Katharina II., 1783

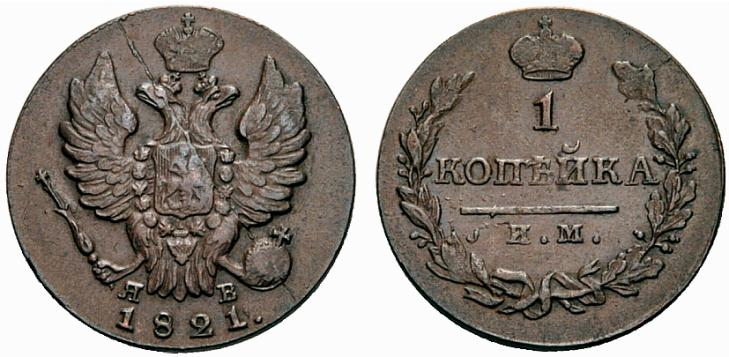
Kupfer-Kopeke, Zar Alexander I., 1821

Viertel-Kopeke, Zar Nikolaus II., 1898

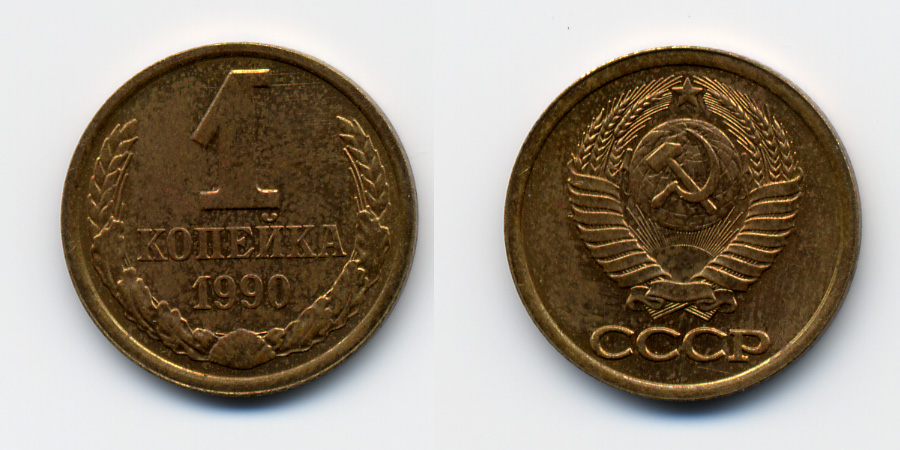
Kopeke, Sowjetunion, 1990

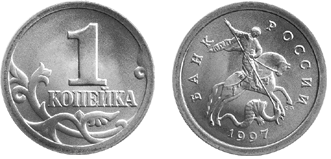
Kopeke, Russische Föderation, 1997

Kopeke (von russ. копейка, bis 1918 копѣйка, kopejka) ist der Name einer seit dem 16. Jahrhundert ausgegebenen Kleinmünze des ehemaligen Russischen Reichs und einer Reihe seiner Nachfolgestaaten.

## Geschichte
Die Münze wurde aufgrund der von Helena Glinskaja, der Mutter Iwans IV., veranlassten Münzreform erstmals 1535 in Nowgorod in ca. 0,68 g Silber nach dem Vorbild der dort zuvor geprägten Denga ausgeprägt. Der ursprüngliche Name Nowgorodka der Silbermünze verlor sich bald. Sie wurde nach dem auf ihr abgebildeten Reiter mit Speer, bei dem es sich um den regierenden Zaren oder den Heiligen Georg handeln soll, Копейка (nach "копьё", dem russischen Wort für Speer) benannt. Auf der Rückseite befand sich ein mehrzeiliger Schriftzug mit Namen und Titel des Herrschers. Eine korrespondierende Rubelmünze (mit 68 g Silber) zu 100 Kopeken gab es zu dieser Zeit zwar nicht, aber dennoch handelt es sich hier um eines der ersten Währungssysteme, das auf einer Dezimalteilung basiert. 
Im Lauf der Zeit verlor die Münze immer mehr an Wert; um 1610 waren es nur mehr 0,51 g, um 1630 0,48 g, 1682 0,41 g und um 1700 0,38 g Silber. Ab 1655 wurden erstmals Kopeken auch in Kupfer ausgeprägt. Im 18. Jahrhundert verdrängten in Russland die Kupferkopeken endgültig die Denga als Scheidemünzen. Parallel dazu blieben die Silberkopeken, deren Prägung 1718 unter Peter dem Großen eingestellt wurde, noch lange im Umlauf. Unter Katharina I. wurden (erfolglose) Versuche mit Klippenprägungen unternommen. 
Im 19. Jahrhundert wurde der Zarenadler auf die Vorderseite geprägt. Nach dem Ukas von 1849 wurde das Gewicht einer Kupferkopeke auf etwa 5,1 g festgelegt. 1867 wurden Kopeken auch aus Bronze zu ca. 3,3 g geprägt. Die Münze überstand beide Revolutionen und die sozialistische Zeit, in der sie Scheidemünze zum Sowjetischen Rubel war. 1924 wurde eine Kupferkopeke mit sowjetischen Staatswappen, ab 1926 eine kleine Aluminium-Bronzemünze geprägt. 
Gegenwärtig ist in Russland eine seit 1997 geprägte, 1,5 g schwere Kopekenmünze, wieder mit Speerreiter auf der Vorderseite, aus einer Kupfernickellegierung mit Eisenkern in Umlauf, deren Kaufwert jedoch gegen Null tendiert.
Im Jahr 2017 waren Kopeken in folgenden Ländern in Umlauf:
- Russische Föderation: 100 Kopeken entsprechen einem russischen Rubel.
- Ukraine: 100 Kopeken entsprechen einer Hrywnja.
- Transnistrien: 100 Kopeken entsprechen einem transnistrischen Rubel.
- Belarus: 100 Kopeken entsprechen einem Belarussischen Rubel.

Zudem leitet sich Qəpik, der Name der Untereinheit der aserbaidschanischen Währung Manat, von der Kopeke ab.